# William Anthony Gamson
William Anthony Gamson (Filadèlfia, 27 de gener de 1934 - Brookline (Massachusetts), 23 de març de 2021) va ser un professor de sociologia de la Universitat de Boston, on va ser també el codirector del Media Research and Action Project. És l'autor de nombrosos articles i llibres sobre discurs polític, mitjans de comunicació de masses i moviments socials des dels anys 60. Les seves obres inclouen The Strategy of Social Protest (1975), WHAT'S NEWS (1984), i Talking Politics (2002), així com nombroses edicions a SimSoc. Gamson fou el 85è president de l'American Sociological Association el 1994. El 1978 rebé un Guggenheim Fellowship i el 1962 va guanyar el premi AAAS Prize for Behavioral Science Research.

## Llei de Gamson
La llei de la proporcionalitat de Gamson o senzillament llei de Gamson va ser suggerida per Eric C. Browne i Mark N. Franklin el 1971. Aquests autors van demostrar que hi ha proporcionalitat entre la representació numèrica de cada força política en un govern i el seu nombre de seients al parlament. La llei estava basada en la idea que cada actor del govern espera una recompensa proporcional al pes que contribueix a la coalició, que ja havia estat proposada a l'article A theory of coalition formation, publicat el 1961 per William Gamson.